# El diable i els Deu Manaments
El diable i els Deu Manaments (títol original en francès: Le Diable et les Dix Commandements) és un film d'esquetxos franco-italiana dirigit per Julien Duvivier i estrenat el 1962. Ha estat doblada al català.

## Argument
El Diable, «la Serp» en veu en off Claude Rich (no surt als crèdits), qui comenta els episodis i serveix de fil a la història.
Un 8è esquetx, Només desitjaràs la carn en el matrimoni, ha estat tallat en el muntatge.

### 1r episodi:No juraràs
Jérôme Chambard, un jubilat que les religioses de Saint-Vincent de Paul han recollit i que assegura el manteniment del convent, jura com un carreter, amb gran terror de les religioses. No obtenint cap millora de la seva part, es preparen a desfer-se'n. Però quan el bisbe els ret visita, Jérôme el reconeix en el seu amic d'infantesa. Aquest li dona l'absolució a condició que en penitència, Jérôme aprengui els deu manaments.
Es troben en el 7è episodi, epíleg de la pel·lícula.

### 2n episodi:No cobejaràs, no seràs gens luxuriósiNomés desitjaràs la carn en el matrimoni
Per obtenir un magnífic collaret de premi, una peça única, Françoise Beaufort enganya el seu marit Georges, dramaturg sense èxit, amb el ric i voluble Philip Allan, espòs de la seva amiga Micheline. Dissimula llavors el seu collaret entre joies de fantasia i els posa en una bossa que diposita en la consigna d'una estació. Després diu al seu marit que ha trobat un rebut de consigna i és ell que retirarà l'objecte. Quan Françoise entra al seu domicili al vespre, troba Micheline guarnida amb el famós collaret.

### 3r episodi:No mataràs
La germana del seminarista Denis Mayeux s'ha suïcidat per desesperació a causa d'un criminal, Garigny, que l'ha forçat a prostituir-se. Denis renuncia als seus vots per poder venjar la seva germana fent detenir el criminal. Tement que Garigny no sigui condemnat més que a alguns mesos de presó, Denis el provoca per tal del que aquest sigui descobert per la policia en el moment en què el mata d'un tret de fusell.

### 4t episodi:Un sol Déu adoraràs
Déu arriba a una granja aïllada de la muntanya auvernesa, fa un fals miracle (l'avi que simulava paràlisi), suavitza l'agonia de l'àvia i se'n va després d'haver-li tancat els ulls. Però és detingut pels infermers de l'hospital psiquiàtric d'on s'ha evadit.

### 5è episodi:Honoraràs el pare i la mareiNo mentiràs
Pierre, estudiant de «20 anys ½», fill únic dels Messager, una parella d'hotelers de la costa normanda, confessa al seu pare Marcel el seu desig de marxar com més aviat millor de la llar familiar a causa del caràcter perpètuament rondinaire de la seva mare Germaine i de la passivitat paternal. Marcel li revela que Germaine, que l'ha criat, no és la seva mare biològica, sinó que és el fill de Clarisse Ardant, una famosa actriu. Empès per la curiositat, Pierre marxa d'amagat a París i visita a Clarisse al teatre on repeteix L'Harpia sociable. Ignorant qui és ell, Clarisse el pren en principi per a un admirador i intenta embaucar-lo, però després que Pierre li hagi descobert la seva identitat, Clarisse li reconeix que Marcel Messager no és el seu verdader pare. Pierre, tornant de nit a casa dels seus pares adoptius, alarmats, redobla l'afecte envers ells.

### 6è episodi:No robaràs
Didier Marin, caixer de banc desimbolt i arrogant, és acomiadat pel seu cap. Just abans que marxi, arriba un atracador al qual Didier deixa robar la caixa. Descobreix la identitat del lladre i, en la seva absència, penetra per al seu pis i recupera la maleta que conté el botí. Però els dos lladres es troben, es disputen el botí i s'acaben posant d'acord per compartir-lo. Quan obren la maleta, no hi troben més que una llonganissa i un litre de vi negre. La maleta ha estat intercanviada per descuit amb la d'un vagabund a la taverna on Didier havia quedat amb la seva promesa Janine. El vagabund, que es preparava a menjar un rosegó, és detingut per policies que el descobreixen mentre queda astorat davant la seva maleta plena de bitllets.

### 7è episodi:Guardaràs els diumenges
Es retroben els protagonistes del 1r esquetx. Jérôme és convidat amb el seu amic el bisbe per al dinar dominical. A força de brindar amb Jérôme, el bisbe, completament ebri, ja no recorda dels deu manaments.

## Guió, adaptació, dialègs
- 1r episodi: Tu ne jureras point 
– Guió: Julien Duvivier
– Diàlegs: Henri Jeanson
- 2n episodi: Tu ne convoiteras point, Luxurieux point ne seras i L'obra de chair ne désireras qu'en mariage seulement 
– Guió: Julien Duvivier i Maurice Bessy
– Diàlegs: René Barjavel
- 3r episodi: Tu ne tueras point 
– Adaptació de la novel·la de David Alexander, Tu ne tueras point
– Diàlegs: René Barjavel
- 4t episodi: Un seul Dieu tu adoreras 
– Guió: Julien Duvivier
– Diàlegs: René Barjavel
- 5è episodi: Tes père et mère honoreras i Tu ne mentiras point 
– Adaptació d'una idea de Maurice Bessy
– Diàlegs: Henri Jeanson
- 6è episodi: Tu ne déroberas point 
– Adaptació de la novel·la de Richard Levinson i William Link
– Diàlegs: Michel Audiard
- 7è episodi: Les dimanches tu garderas 
– Guió: Julien Duvivier
– Diàlegs: Henri Jeanson
  - L'esquetx L'ouvre de chair ne désireras qu'en mariage seulement, diàlegs de Pascal Jardin, ha estat tallat en el muntatge (vegeu secció «Argument»)

## Repartiment
Claude Rich (veu en off, No surt als crèdits) és la Serp/el Diable que comenta els esquetxos.

### 1r episodi:Tu ne jureras point
- Michel Simon: Jérôme Chambard
- Lucien Baroux: Monsenyor Hector Trousselier
- Claude Nollier: la mare superiora
- Albert Michel: el marchan de fruita
- Dany Jacquet: una jove parroquiana
- Nina Myral: Germana Marie (No surt als crèdits)

### 2n episodi:Tu ne convoiteras point,Luxurieux point ne serasiL'oovre de chair ne désireras qu'en mariage seulement
- Micheline Presle: Micheline Allan
- Françoise Arnoul: Françoise Beaufort
- Mel Ferrer: Philip Allan
- Claude Dauphin: Georges Beaufort
- i no surten als crèdits :
  - Marcel Dalio: un joier de Van Cleef & Arpels
  - Claude Piéplu: un vigilant al « bal des bijoux » de Philip
  - Philippe March: un vigilant al « bal des bijoux » de Philip
  - René Lefèvre-Bel: el majordom de Philip
  - Marie-France Pisier: una convidada al« bal des bijoux » de Philip

### 3r episodi:Tu ne tueras point
- Charles Aznavour: Denis Mayeux, el Germà de Catherine (la suicidada)
- Lino Ventura: Garigny, el proxeneta
- Maurice Biraud: Louis, l'inspector de policia
- Henri Vilbert: Alexandre, el restaurador
- Maurice Teynac: el pare superior
- Clément Harari: un esbirro de Garigny
- Pierre Fromont: un esbirro de Garigny (No surt als crèdits)
- Yana Chouri: una dona al restaurant (No surt als crèdits)
- Hénia Suchar: Catherine Mayeux (No surt als crèdits)

### 4t episodi:Un seul Dieu tu adoreras
- Fernandel: el boig que es creu Deu àlias « el pare Gilbert »
- Germaine Kerjean: l'àvia
- Gaston Modot: Auguste, l'avi
- Claudine Maugey: Marie
- René Clermont: el pare
- Josette Vardier: la mare

### 5è episodi:Tes père et mère honorerasiTu ne mentiras point
- Alain Delon: Pierre Messager
- Danielle Darrieux: Solange Beauchon àlias Clarisse Ardant
- Madeleine Robinson: Germaine Messager
- Georges Wilson: Marcel Messager
- Roland Armontel: Monsieur Mercier
- Hubert Noël: l'amant de Clarisse
- Dominique Paturel: l'actor que replica a Clarisse
- Gaby Basset: el del vestuari
- Robert el Béal: l'escenògraf
- Raoul Marco: un artista

### 6è episodi:Tu ne déroberas point
- Jean-Claude Brialy: Didier Marin, l'empleat de banca
- Louis de Funès: Antoine Vaillan
- Amarande, als crèdits « Armande Navarre »: Janine Millaud, promesa de Didier Marin
- Noël Roquevert: l'inspector de policia
- Denise Gence: la caixera que dona l'adreça de Vaillant a Didier
- Jean-Paul Moulinot: El director del banc
- Jean Carmet: el vagabund
- André Gabriello: el brigadier
- Yves Barsacq: un agent
- Edmond Ardisson: un agent
- Jean Luisi: l'ajudant cors de l'inspector

### 7è episodi:Les dimanches tu garderas
- Michel Simon: Jérôme Chambard
- Lucien Baroux: Monsenyor Trousselier
- Madeleine Clervanne: Delphine